# Debbie Meyer
Deborah Elizabeth Meyer, coneguda com a Debbie Meyer, (Annapolis, Estats Units, 1952) és una nedadora estatunidenca, ja retirada, guanyadora de tres medalles olímpiques.

## Biografia
Va néixer el 14 d'agost de 1952 a la ciutat d'Annapolis, població situada a l'estat de Maryland.

## Carrera esportiva
Va participar, als 16 anys, en els Jocs Olímpics d'Estiu de 1968 celebrats a Ciutat de Mèxic (Mèxic), on va aconseguir guanyar la medalla d'or en les tres proves en les quals participà, establint sengles rècords olímpics: 200 metres lliures, amb un temps de 2:10.5 minuts; 400 metres lliures, amb un temps de 4:31.8 minuts; i 800 metres lliures, amb un temps de 9:24.0 minuts. La seva victòria en aquestes proves la convertí en la primera dona que aconseguia aquest fet en la modalitat de natació.
Al llarg de la seva carrera guanyà dues medalles en els Jocs Panamericans, totes elles d'or.